# Lille OSC
Lille Olympique Sporting Club, ofta förkortat Lille OSC eller LOSC, är en professionell fotbollsklubb från Lille, Frankrike, som spelar i Ligue 1. Klubben har spelat sina hemmamatcher på Stade Pierre-Mauroy sedan 2012, då den gamla arenan Stade Lille-Metropole ersattes. Klubben grundades den 23 september 1944 efter en sammanslagning mellan Olympique Lillois och SC Fives. Båda klubbarna spelade då i den franska högsta ligan och Lillois var dessuom ligamästare. 
Lille har blivit franska mästare fyra gånger – 1945/46, 1953/54, 2010/11 och 2020/21. Internationellt är den främsta meriten segern i Intertotocupen 2004. Klubben hade stora framgångar årtiondet från 1946 till 1956 då laget leddes av George Berry och André Cheuva.
Lille har en långvarig rivalitet med närliggande klubben RC Lens. Matcherna mellan klubbarna går under namnet Derby du Nord (svenska: Norrderbyt). Sedan december 2020 ägs klubben av Merlyn Partners SCSp, en luxemburgsk investeringsfond.

## Historia

### 1944–1955: Det första decenniet
Innan andra världskriget hade staden Lille två klubbar i Ligue 1: Olympique Lillois och Sporting Club Fivois. Efter bristerna av kriget bestämde de två klubbarna att gå samman under hösten 1944 och grundade tillsammans Lille Olympique Sporting Club (LOSC). Inom det första decenniet av existensen vann den nya klubben två ligatitlar och nådde andraplatsen fyra säsonger i rad. I Coupe de France nådde klubben final sju finaler, där man fick se sig själva som segrare vid fem av dem. Finalen i Latin Cup nåddes också.

### 1956–1980: Lille tappar vinnarspåret
Lille degraderades från första ligan för första gången 1956. Klubben blev ett mittenlag i andra divisionen och i slutet av 1960-talet, efter en lång period av anonymitet, med tyngd brist på faciliteter och resurser, övergav Lille sin professionella status. Man började frukta att klubben skulle gå konkurs och därmed försvinna. Men några unga ledare, som Max Pommerolle, kom och gav klubben ny drivkraft. Klubben blev ändå inte så framgångsrik som man hade hoppats på, men fansen fick se sitt lag vinna andra divisionen ett flertal gånger.

### 1980–2000: Lille lägger grunden för framtida framgångar
I juli 1980 var Lille den första franska klubben som valde status för ett blandat ekonomiföretag, av vilket staden Lille blev majoritetsägare. Teamet av presidenterna Amyot, Deschot och Dewailly kämpade för att klubben skulle kunna tävla mot de allra bästa lagen i landet. Jacques Amyots avgång 1990 ledde till ytterligare tre svåra år för klubben, vilket komprometterade dess existens. Det tog tills Bernard Lecomtes ankomst 1993 för att sätta klubbens ekonomi på väg till återhämtning. Lille gjorde sin sista nedflyttning 1997 då laget tränades av bosniska tränaren Vahid Halilhodžić, som tog tillbaka laget till eliten.

### 2000 – nu: En stadig stigning till toppen
Under sin första säsong tillbaka i högsta ligan 2000/01 kvalificerade Lille sig till Europa-fotboll för första gången i klubbens historia och säkrade sin plats i Champions League 2001/2002. På baksidan av klubbens nya status gick Lille in i en avgörande ny era under ledning av ordförande och verkställande direktör Michel Seydoux och tränare Claude Puel. Klubben lämnade den historiska arenan Stade Grimonprez-Jooris för att gå vidare till Stade Pierre-Mauroy och blev sedan regelbunden på den europeiska scenen. Bland de mest eftertryckliga resultaten var 1–0-segern mot Manchester United på Stade de France 2005, 2–0-vinsten över Milan på San Siro 2006 och 1–0-hemmaseger mot Liverpool 2010. En stadig utveckling av fotbollsplanen, tillsammans med den sportiga utvecklingen under tränaren Rudi Garcias experthand, tog Lille tillbaka till toppen av det franska spelet med ligan och Cup-dubbel 2011 (56 år efter klubbens senaste trofé). År 2012 fastställde Lille sin plats i toppen av tabellen för inhemskt spel med ytterligare en kvalificering för Europas mest prestigefyllda klubbtävling, Champions League 2012/13. 

## Spelare

### Spelartrupp
| 16 | Slovakien | Adam Jakubech   | 2 januari 1997  | Spartak Trnava (-17) |
| 25 | Frankrike | Benoît Costil   | 3 juli 1987     | AJ Auxerre (-23)     |
| 30 | Frankrike | Lucas Chevalier | 6 november 2001 | Lille                |

| 3  | Portugal  | Tiago Djaló         | 9 april 2000     | Milan (-19)         |
| 4  | Brasilien | Alexsandro          | 9 augusti 1999   | Chaves (-22)        |
| 5  | Sverige   | Gabriel Gudmundsson | 29 april 1999    | Groningen (-21)     |
| 6  | Portugal  | José Fonte          | 22 december 1983 | Dalian Yifang (-18) |
| 15 | Frankrike | Leny Yoro           | 13 november 2005 | Lille               |
| 18 | Frankrike | Bafodé Diakité      | 6 januari 2001   | Toulouse (-18)      |
| 31 | Brasilien | Ismaly              | 11 januari 1990  | Schaktar (-22)      |

| 8  | Frankrike | Jonas Martin   | 9 april 1990    | Rennes (-22)            |
| 10 | Frankrike | Remy Cabella   | 8 mars 1990     | Montpellier (-22)       |
| 20 | England   | Angel Gomes    | 31 augusti 2000 | Manchester United (-20) |
| 21 | Frankrike | Benjamin André | 3 augusti 1990  | Rennes (-19)            |
| 23 | Kosovo    | Edon Zhegrova  | 31 mars 1999    | Basel (-22)             |
| 28 | Portugal  | André Gomes    | 30 juli 1993    | Everton (-22)           |
| 35 | Kamerun   | Carlos Baleba  | 3 januari 2004  | Lille                   |

| 7  | Elfenbenskusten | Jonathan Bamba | 26 mars 1996     | Saint-Étienne (-18)       |
| 9  | Kanada          | Jonathan David | 14 januari 2000  | Gent (-20)                |
| 11 | Algeriet        | Adam Ounas     | 11 november 1999 | Napoli (-22)              |
| 22 | USA             | Timothy Weah   | 22 februari 2000 | Paris Saint-Germain (-19) |
| 26 | Frankrike       | Alan Virginius | 3 januari 2003   | Sochaux (-22)             |
| 27 | Guinea          | Mohamed Bayo   | 4 juni 1998      | Clermont Foot (-22)       |

Not: Spelare i kursiv stil är inlånade.

### Utlånade spelare
| Nr | Land      | Pos | Namn                                            |
| -- | --------- | --- | ----------------------------------------------- |
|    | Algeriet  | F   | Akim Zedadka (i Auxerre till 30 juni 2023)      |
|    | Frankrike | MF  | Rocco Ascone (i Nordsjælland till 30 juni 2023) |
|    | Turkiet   | MF  | Yusuf Yazıcı (i Trabzonspor till 30 juni 2023)  |

## Rekord

### Mest framträdanden
| Plats | Spelare            | Matcher |
| ----- | ------------------ | ------- |
| 1     | Marceau Somerlinck | 428     |
| 2     | André Strappe      | 365     |
| 3     | Rio Mavuba         | 313     |
| 4     | Mathieu Debuchy    | 301     |
| 5     | Florent Balmont    | 292     |

### Mest mål
| Plats | Spelare          | Mål |
| ----- | ---------------- | --- |
| 1     | Jean Baratte     | 218 |
| 2     | André Strappe    | 135 |
| 3     | Gérard Bourbotte | 96  |
| 4     | Jean Lechantre   | 81  |
| 5     | Bolek Tempowski  | 81  |